# قهرمانی شطرنج جهان ۱۸۸۶

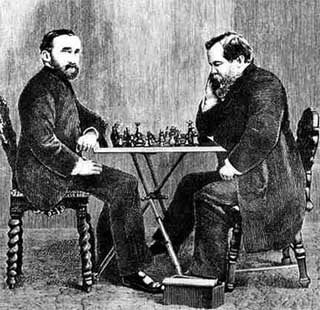
ویلهلم اشتاینیتس و یوهانس تسوکرتورت؛ تابلو قهرمانی جهان، ۱۸۸۶

مسابقات قهرمانی جهان سال ۱۸۸۶ اولین مسابقات رسمی بود که بین ویلهلم اشتاینیتس و یوهانس تسوکرتورت برگزار شد. این مسابقات در ۳ شهر آمریکا برگزار شد. (۵ بازی اول در نیویورک، ۴ بازی بعدی در سنت لوییس و ۱۱ بازی دیگر در نیو اورلئان) در نهایت ویلهلم اشتاینیتس با کسب ۱۰ برد ۵ باخت و۵ مساوی قهرمان جهان شد.